# Eugène de Pruyssenaere
Eugène de Pruyssenaere (Ieper, 1826 - 15 december 1864) was een Vlaams ontdekkingsreiziger die vanuit Khartoem vijf verkenningen langs de bovenloop van de rivier de Nijl leidde.

## Vroege leven
Pruyssenaere werd in 1826 in Ieper geboren. Hij was de enige zoon uit een oud-Vlaams geslacht. Pruyssenaere volgde humaniora bij de jezuïeten in Aalst en Brugelette. Vervolgens studeerde hij filosofie in Leuven en rechten in Gent. In 1852 vestigde hij zich als advocaat omdat zijn vader dat wenste. Pruyssenaere droomde er echter van om naar het oosten te reizen.
Om zijn droom waar te maken leerde Pruyssenaere verschillende talen. Hij kende Nederlands, Frans, Latijn, Oudgrieks, Duits, Engels en Italiaans; leerde ook nog Nieuwgrieks, Turks, Sanskriet, Farsi en Arabisch; en interesseerde zich voor plantkunde, dierkunde, volkenkunde en sterrenkunde. Hij leerde zichzelf tekenen, meetinstrumenten gebruiken en trainde zijn lichaam. In 1854 scheepte hij in Marseille in.

## Ontdekkingsreizen
Van 1854 tot 1858 bereisde Pruyssenaere het Nabije Oosten. Hij bezocht Griekenland, de Cycladen, Constantinopel, en de Ionische kust waar hij emir Abd el-Kader ontmoette. Pruyssenaere genoot van de ruïnes uit de oudheid maar voelde meer achting voor het Ottomaanse Rijk dan voor de contemporaine Grieken en hun 19e-eeuwse filhellenisme. Hij ontmoette tijdens zijn rondreis verscheidene Europese geleerden waaronder Charles Thomas Newton, Numa Denis Fustel de Coulanges en Theodor von Heuglin.
Pruyssenaere droomde ervan de bronnen van de Nijl te ontdekken en verbleef enkele maanden in Alexandrië en Caïro. In 1856 volgde hij de stroom voor een eerste keer tot in Khartoem. Hij keerde terug, bezocht het Heilig Land en bereidde zijn volgende tocht tot in detail voor. Van de Egyptische regering kreeg hij een subsidie om de hydrografie van de Witte Nijl te bestuderen. De daaropvolgende zes jaren, van 1859 tot zijn dood in 1864, leidde hij vijf expedities, twee langs de Witte Nijl en drie langs de Blauwe Nijl.
Soms reisde Pruyssenaere alleen en soms met andere ontdekkingsreizigers waaronder de Duitsers von Heuglin en Steubner, de Fransman Jules Poncet en de Nederlandse ontdekkingsreizigster Alexine Tinne. De Witte Nijl volgde hij tot voorbij de samenvloeiing met de rivier de Bahr-al-Ghazal in de gelijknamige regio Bahr-al-Ghazal. Het meest zuidelijke punt van de Blauwe Nijl dat hij bereikte was Godonkoro (Djoeba). Pruyssenaere probeerde steeds voor langere tijd op bepaalde plaatsen te blijven om er nauwgezet wetenschappelijk onderzoek te kunnen verrichten zoals het meten van de neerslag en het optekenen van de plaatselijke fauna en flora. Hij stond versteld van de grote verscheidenheid aan zoogdier- en vogelsoorten. Pruyssenaere beschreef ook de verschillende volkeren die hij ontmoette en trachtte nauwkeurige kaarten te maken want was niet tevreden met de bestaande kaarten. Hij beschreef alles in brieven die hij naar zijn familie zond. Daarvan zijn er zesentwintig bewaard gebleven.
Pruyssenaere huwde een jonge Abessijnse slavin en voedde haar op alsof ze zijn kind was. Hij genoot van de vrijheid en het eenvoudige leven. Hij jaagde voor voedsel en verdiende wat bij door verslagen te schrijven voor het ministerie van Buitenlandse Zaken of door enkele uit België afkomstige wapens te verkopen. Hij geraakte echter met de nieuwe pasja van Khartoem in conflict en diende de stad te ontvluchten. Pruyssenaere stierf aan een koortsaanval, op 15 december 1864 tijdens een expeditie langs de Blauwe Nijl op zoek naar goudmijnen. Hij was slechts 38 jaar oud.

## Nalatenschap
Pruyssenaere genoot van zijn ontdekkingsreizen en had niet als doel iets als eerste te ontdekken. Hij stelde meer belang in wetenschappelijk onderzoek voor de lange termijn. Dankzij K. Zöppritz werd zijn werk in Petermann's Geografische Mitteilungen gepubliceerd. Zijn onderzoeksresultaten verwierven ook door de publicaties van Theodor von Heuglin bekendheid. Een deel van de correspondentie van Pruysenaere is door generaal Wauwermans in de verhandelingen van het Koninklijk Aardrijkskundig Genootschap van Antwerpen gepubliceerd.
- Bibliothèque nationale de France: cb15360033k (data)
- Gemeinsame Normdatei: 1051929687
- International Standard Name Identifier: 0000 0000 0238 1995
- Système universitaire de documentation: 201831872
- Virtual International Authority File: 61852161
- WorldCat: E39PBJv8M87G9BpxTrr44KCWjC